# Gherăeștii Noi, Neamț
Gherăeștii Noi (în trecut, Ferdinand și Gheorghe Doja) este un sat în comuna Gherăești din județul Neamț, Moldova, România.